# Мілета Проданович
Мілета Проданович (серб. Милета Продановић; *1959, Белград) — сербський прозаїк, поет і художник. Професор Академії мистецтв у Белграді.
Народився 1959 року в Белграді. 1985 року здобув магістерський ступінь у белградській Академії мистецтв, із 1990 року там же викладає. В 1989—1990 роках пройшов спеціальний курс у Королівському коледжі мистецтв у Лондоні. З 1980 року бере участь у виставках.
В 1986 був одним із художників, які представляли Югославію на Бієналє в Венеції.
Автор романів «Вечеря у святої Аполонії» (1983), «Нові Клини» (1989), «Собака з перебитим хребтом» (1993), «Танцюй, чудовисько, під мою ніжну музику» (1996), «Червона шаль із чистого шовку» (1999), «Це міг би бути ваш щасливий день» (2000), «Сад у Венеції» (2002), «Еліс у країні святих коропів» (2003), «Колекція» (2006); збірок новел «Дорожні нариси за картинами і етикетками» (1993) «Небесна опера» (1995); поетичної збірки «Міазми» (1994); нарисів «Око в дорозі» (2000), «Старіший і гарніший Белград» (2001).
Мілета Проданович був учасником найважливішої белградської мистецької групи 1980-тих років — Alter Imago (із Надою Алаваньо, Тахіром Лушичем і Владою Ніколичем). У своїх художніх циклах митець звертається до проблеми взаємодії мови / тексту / картини / вистави. У його творчості домінують діалогічна практика й метаісторичний колаж. Останніми роками у своїй інтерпретації дійсності М. Проданович усе частіше використовує фотографії.
Лауреат премії Bulgarica за найкращу книжку на теренах колишньої Югославії (2000), премії міста Белграда за найкращу книжку (2002) та ін.
Проза Продановича перекладалася англійською, іспанською, італійською, французькою, німецькою, польською, українською, словенською, болгарською, македонською і грецькою мовами.